# Schrotkugelfraktur

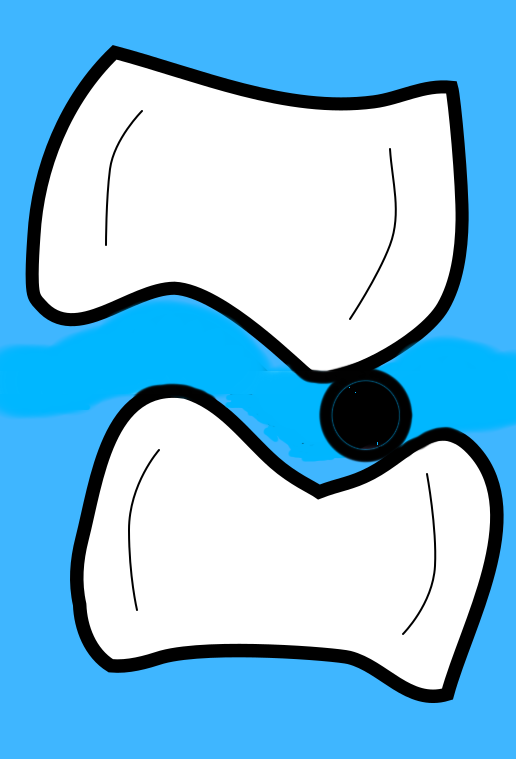
Molaren des Oberkiefers und Unterkiefers beim Zusammenbiss: Schematische Darstellung der Ursache einer Schrotkugelfraktur

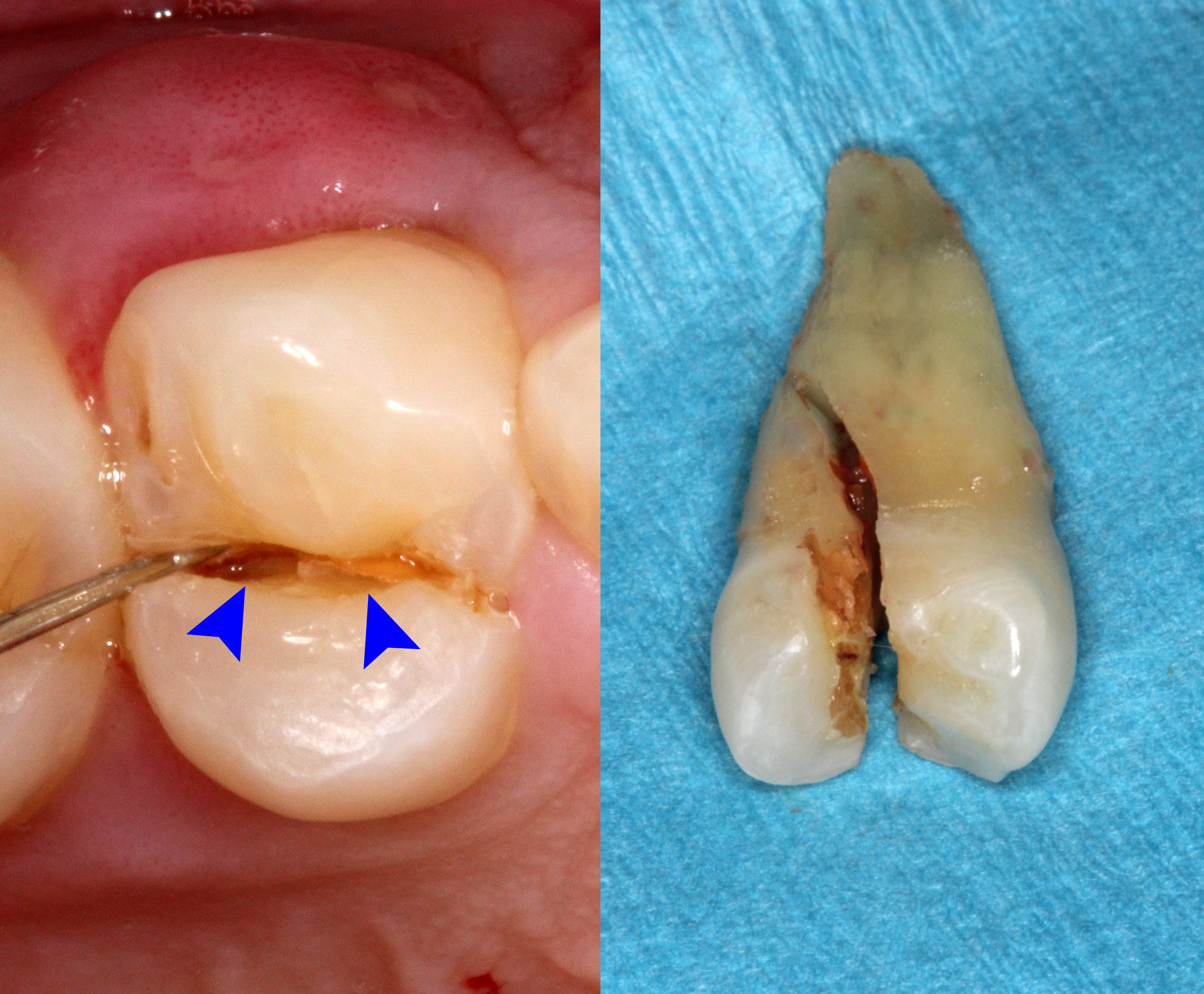
Schrotkugelfraktur: Längsfraktur eines Prämolaren

Unter einer Schrotkugelfraktur (auch Schrotkornfraktur, Hasenschrotfraktur) versteht man in der Zahnmedizin eine Längsfraktur eines Zahnes durch das ungewollte Aufbeißen auf einen kleinen starren Festkörper, demnach durch eine unnatürliche Gewalteinwirkung. Die Beißkraft, die beim Menschen normalerweise im Maximum 0,8 kN/cm² beträgt, kann sich um den Faktor 100 steigern, denn sie trifft dabei punktuell auf den Zahn auf.
Aufgrund der geringen Größe werden die kleinen Festkörper zwischen den Höckern der Krone gefangen, so dass laterale Ausdehnungen oder ein seitliches Ausweichen nicht möglich sind. Neben der Schrotkugelfraktur kann eine Zahnfraktur aber auch durch andere traumatische Einwirkungen entstehen, wie beispielsweise durch Unfälle oder Bruxismus (Zähneknirschen).

## Bezeichnung
Die anschauliche Bezeichnung stammt von der früher fast ausschließlich durch das Aufbeißen auf eine Schrotkugel verursachten Zahnfraktur (Bruch) beim Verzehr von Wildbret (Hase, Kaninchen, Flugwild), das mit Schrotkugeln geschossen worden ist.

## Ursachen
Neben dem Aufbeißen auf eine Schrotkugel kann eine solche Längsfraktur eines Zahnes durch ein Aufbeißen auf ein ungemahlenes Korn bei Vollkornprodukten, einen Kirschkern in Marmelade oder Fruchtkuchen, ein ungepopptes Maiskorn im Popcorn, einen Bestandteil („König“) eines Dreikönigskuchens, ein Steinchen im Salat oder Brot oder Nussschalenreste in der Nahrung verursacht werden. Besonders gefährdet sind Prämolaren und Molaren (kleine und große Backenzähne), die an beiden Approximalseiten tief einschneidende Füllungen aufweisen. Dies wurde unter anderem durch R. Trushkowsky, S. T. Talim und K. S. Gohil bestätigt, die festgestellt haben, dass die häufigste Ursache für ein Cracked-Tooth-Syndrom (englisch Zahnfraktur-Krankheitsbild), wie sie es nannten, ein solcher „Kauunfall“ ist.

## Symptome und Diagnostik
Initial verspürt man einen heftigen stechenden Schmerz. Ein Bruchfragment des Zahnes kann in seitlicher Richtung leicht beweglich sein. Der Zahn schmerzt in der Folge beim Kauvorgang, beziehungsweise reagiert auf Hitze, Kälte oder Süßigkeiten. Sollte nur ein winziger Bruchspalt entstanden sein, wobei ein Bruchfragment nicht beweglich sein muss, dringen im Lauf der Zeit Bakterien in den Bruchspalt ein und verursachen verzögert eine schmerzhafte Pulpitis (Zahnnerventzündung).
Der initial verspürte stechende Schmerz kann auch nur durch eine Stauchung (Kontusion) des Zahnes in der Alveole (Zahnfach) verursacht werden, die nicht zwangsläufig eine Zahnfraktur bewirkt. Der betreffende Zahn kann für längere Zeit (bis zu mehreren Wochen) negativ auf Vitalitätsprüfungen (Kältetest) reagieren. Um sicherzustellen, dass keine weitergehende Schädigung eingetreten ist und der Zahn dauerhaft devital (abgestorben)  ist, müssen in regelmäßigen Abständen Vitalitätsprüfungen durchgeführt werden.

## Therapie
Je nach Art der Zahnfraktur kann der Zahn durch eine Zahnkrone, gegebenenfalls einschließlich einer endodontischen Behandlung (Wurzelkanalbehandlung) gerettet werden. In den meisten Fällen muss er jedoch extrahiert (entfernt) werden.

## Haftungsfragen
Gemäß § 823 BGB in Zusammenhang mit § 1 und § 4 des Produkthaftungsgesetzes haftet ein Gastwirt für den entstandenen Schaden bei einer solchen Zahnverletzung. Grundsätzlich sei es Verpflichtung der Gastwirte, den Gästen Speisen zu servieren, die ohne Gefahr für die Gesundheit verzehrbar und mangelfrei sind. Den Wirt bzw. dessen Koch treffe bei der Zubereitung wildlebender Tiere eine besondere Sorgfaltspflicht, da die Tiere erfahrungsgemäß durch Schüsse mit Schrot erlegt worden seien. Jedoch treffe den Gast ein Mitverschulden. Ebenso entschied das Bundesgericht in der Schweiz bei einer solchen Fraktur beim Verzehr einer Kirschkonfitüre. Das Amtsgericht München hat die Haftung in einer Entscheidung (Urteil vom 12. Februar 2015, Az. 213 C 26442/14) verneint. „Da es sich bei einem Stück Fleisch aber um ein Produkt tierischen Ursprung handele, müsse ein durchschnittlicher Verbraucher sich darüber im Klaren sein, dass es beim Herstellungsprozess nicht völlig vermieden werden kann, dass auch in einem – an sich knochenfreien – Steak Knochenstücke vorhanden sein können.“ ... „Bei einer Verletzung durch kleine Steinchen in einem Salat beispielsweise wurde durch die Gerichte eine Haftung aber angenommen, da ein Gast mit so etwas nicht zu rechnen braucht. Umgekehrt muss mit Schrotkügelchen in Wildgerichten durchaus gerechnet werden und daraus resultierende Verletzungen berechtigen nicht zum Schadensersatz. Auch wurde eine Klage abgewiesen, bei dem ein Kirschkern zu einem Zahnschaden geführt hatte. Bei dem verzehrten Kuchen handelte es sich um einen sogenannten „Kirschtaler“ und es wurde durch das entscheidende Gericht argumentiert, dass dann ein Verbraucher nicht annehmen darf, dass sämtliche Kirschen vollständig entkernt sind.“ Beim Verzehr eines Dreikönigskuchens weiß der Betreffende, dass sich ein fester Bestandteil (Bohne, Porzellanfigürchen, Münze) darin befinden kann, und muss entsprechend vorsichtig kauen.

## Schrotkugeleffekt
Als Schrotkugeleffekt bezeichnet man einen reflektorischen Schutzmechanismus, welcher beim Auftreffen der Kauflächen auf einen harten Gegenstand kurz vor Kieferschluss einsetzt: Die Mundöffner-Muskulatur (Musculus digastricus, Musculus mylohyoideus, Musculus geniohyoideus, Musculus pterygoideus lateralis) tritt reflexartig in Aktion und kompensiert so die Kraft der Mundschließer-Muskeln (Musculus masseter, Musculus temporalis, Musculus pterygoideus medialis), um Schäden an den Zähnen zu vermeiden.